# 托尼·埃伯特
托尼·埃伯特（英語：Tony Ebert，1947年2月14日—），新西兰男子举重运动员。他曾代表新西兰参加1970年、1974年和1978年英联邦运动会举重比赛，获得一枚金牌和一枚银牌。